# 789
789 је била проста година.

## Догађаји
- Англосаксонски анали бележе прво појављивање Викинга у Енглеској. Викиншки напад на Портланд у Дорсету је први те врсте забележен на Британским острвима, укључујући Ирску. Дорчестерски рив (локални високи званичник) одлази да их поздрави након што пристану, можда навикнут да тако дочекује скандинавске трговце, али бива убијен. Напади Викинга постају све учесталији у наредним деценијама.

- Краљ Карло Велики прелази реку Елбу са франачко-саксонском војском на територију Оботрита. Он потчињава Вилце, и стиже до Балтика.
- Италијански краљ Пипин осваја Истру на Јадрану, игноришући протесте Византије. Он успоставља трибутарни марш и шаље мисионаре.
- Карло Велики издаје Адмонитио генералис, који покрива образовне и црквене реформе унутар Франачког краљевства.
- Краљ Беорхтрик од Весекса жени се принцезом Еадбурх, ћерком краља Офе од Мерсије, и прихвата Мерсијанско господство.
- Константин I је постављен за краља Пикта. Постаје један од највећих шкотских монарха у периоду Викинга.
- Англосаксонска хроника бележи прво појављивање Викинга у Енглеској. Викиншки напад на Портланд у Дорсету је први те врсте забележен на Британским острвима, укључујући Ирску.
- Ал-Кајзуран, удовица бившег абасидског халифе Ал-Махдија, умире, остављајући већи део ефективне и стварне моћи у рукама Харуна ал-Рашида.
- Идрис I стиже до Волубилиса и оснива династију Идрисида, преузимајући Мароко од Абасидског калифата и оснивајући прву мароканску државу.
- Устанак у Јапану доводи до великог пораза цара Канмуа, заједно са тешком сушом и глађу; улице главног града Нагаока су закрчене болеснима.

## Смрти
- 20. фебруар — Лав Катански, светац и катански бискуп (р. 709)